# Juan Montalvo

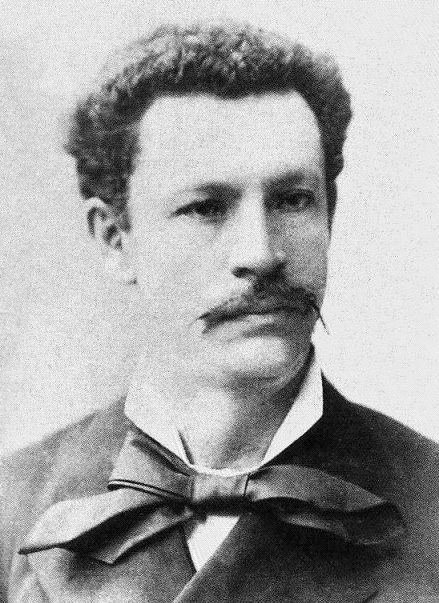
Juan Montalvo

Juan María Montalvo Fiallos (13 aprilie 1832 la Ambato, Ecuador –17 ianuarie, 1889 la Paris) a fost un scriitor ecuadorian.
A fost un militant împotriva dictaturii și a trăit mult timp în exil.
A fost influențat de Michel de Montaigne, Thomas Babington Macaulay și Joseph Addison.
A scris o proză eseistică elevată, de mare rafinament stilistic, puritate și precizie a limbajului, amintind de opera lui Francisco de Quevedo și Baltasar Gracián.
A editat ziarele: El cosmopolita, El espectador, El regenador.

## Scrieri
- 1880/1882: Catilinarias ("Catilinarele"), scrieri vehement-polemice;
- 1882: Siete tratados ("Șapte tratate");
- 1895 (postum): Capítulos que se le olvidaron a Cervantes ("Capitole care lipsesc lui Cervantes");
- 1935 (postum): El libro de las pasiones ("Cartea pasiunilor"), drame în proză.